# ニコラス・ナーティ
ニコラス・テアケルセン・ナーティ（Nikolas Terkelsen Nartey、2000年2月22日 - ）は、デンマーク・バウスベア出身のサッカー選手。VfBシュトゥットガルト所属。ポジションはミッドフィールダー。U-21デンマーク代表。

## クラブ経歴
2013年、FCコペンハーゲンの下部組織に加入すると、2017年1月31日、約40万ユーロの移籍金で1.FCケルンへ移籍した。しかし、移籍時の書類に不手際があり、19歳の春までケルンの公式戦に出場できなかった。ケルンへの移籍からおよそ1年半後の2017年11月26日、ヘルタ・ベルリンとのリーグ戦でトップチームデビューを果たした。
2019年8月29日、VfBシュトゥットガルトに4年契約で移籍した。加入直後、ドイツ2部のハンザ・ロストックへ1シーズンの契約で貸し出された。2020年7月31日、2020-21シーズン中のSVザントハウゼンへのレンタルが決まった。

## 人物
父親はガーナ人、母親はデンマーク人である。